# Euthalia sumatrana
Euthalia sumatrana är en fjärilsart som beskrevs av Hans Fruhstorfer 1904. Euthalia sumatrana ingår i släktet Euthalia och familjen praktfjärilar. Inga underarter finns listade i Catalogue of Life.